# Александрович, Томаш
Томаш Валериан Александрович (ок. 1732 — 29 сентября 1794, Варшава) — государственный деятель и дипломат Речи Посполитой, каштелян визненский (1775—1794) и подляшский (1779—1790), последний воевода подляшский (1790—1794).

## Биография
Представитель литовского дворянского рода Александровичей. Сын хорунжего браславского Мартина Александровича и Хелены Бахминской. Получил образование в военной академии в Люневиле (Лотарингия). Во время правления Августа III Веттина получил чин полковника и исполнял функции королевского камергера. В 1764 году был награждён российским орденом Святой Анны, в 1765 году стал кавалером польского ордена Святого Станислава.
В 1764-1766 годах — посол Речи Посполитой в Османской империи. Он должен был убедить султанское правительство не вмешиваться во внутренние дела Речи Посполитой и поддержать избрание Станислава Августа Понятовского на польский престол. 7 марта 1766 года посольство под руководством Томаша Александровича выехало в турецкие владения. Пробыл в Турции только восемь месяцев (до ноября 1766 года), в октябре основал в Стамбуле польскую школу. Своё путешествие в Турцию Томаш Александрович описал в дневнике: «Замечания о современном состоянии Османской Порты». После своего возвращения на родину получил должность подкомория надворного.
В 1775 году Томаш Александрович был назначен маршалком дворским и каштеляном визненским. В том же году получил во владение королевское имение Козловата в Киевском воеводстве. В 1777 году выкупил староство лосицкое, в 1779 году был назначен каштеляном подляшским. В 1790 году Томаш Александрович был назначен последним воеводой подляшским.
В 1780-1784 годах — член Постоянного совета (заседал в департаменте юстиции). Будучи придворным маршалком, сопровожал польского короля Станислава Августа в нескольких поездках (в Вишневец в 1781, в Несвиж в 1785 и Канев в 1787 годах). Подписал новую польскую конституцию, принятую 3 мая 1791 года, но не принадлежал к числу её сторонников. В 1792 году приобрел имение Константинов в Подляшском воеводстве. В том же году присоединился к Тарговицкой конфедерации. В 1793 году на гродненском сейме Томаш Александрович возглавил департамент военной комиссии в Постоянном Совете. Скончался 29 сентября 1794 года в Варшаве во время восстания Т. Костюшко.
Жена с 1772 года — Марианна Ледоховская, дочь воеводы черниговского Франтишека Антония Ледоховского (1728—1783) и Людвики Денгоф.
В 1792 году супруги развелись.
Сын — Станислав Александрович (1781—1826), граф Священной Римской империи (1800)